# 조연제
조연제(1975년 6월 21일 ~)는 OB 베어스의 전 야구 선수다. 덕수고등학교를 졸업했다.

## 같이 보기
- 1994년 OB 베어스 시즌